# Josef Hartmann (Politiker, 1880)
Josef Hartmann (* 26. September 1880 in Neustadt an der Tafelfichte, Böhmen; † 24. Februar 1954 in Graz) war ein österreichischer Politiker der Sozialdemokratischen Arbeiterpartei (SdP).

## Ausbildung und Beruf
Nach dem Besuch einer fünfklassigen Volksschule lernte er die beiden Berufe Weber und Maurer. Noch während der Schulzeit arbeitete er in einer Porzellanfabrik. Später wurde er leitender Sekretär des Verbandes der Bauarbeiter Österreichs in Graz.

## Politische Funktionen
- 1895: Beitritt zum lokalen Arbeiterbildungsverein
- 1896: Mitglied der SdP
- Obmann des Arbeiterturnkreises Reichenberg
- 1908: Vorsitzender der Landesgewerkschaftskommission
- 1910: Mitglied der Landesparteivertretung der SdP Graz
- 1910–1924: Mitglied des Gemeinderates der Stadt Graz
- 1919: Abgeordneter zum Steiermärkischen Landtag
- 1945: Bürgermeister von Hart bei St. Peter
- Stellvertretender Bezirksparteivorsitzender der SPÖ Graz/Umgebung
- Obmann des Gemeindevertreterverbandes Graz/Umgebung
- Vorstandsmitglied des Gemeindevertreterverbandes der Steiermark

## Politische Mandate
- 5. Mai 1920 bis 9. November 1920: Mitglied der Konstituierenden Nationalversammlung, SdP
- 20. November 1923 bis 1. Oktober 1930: Mitglied des Nationalrates (II. und III. Gesetzgebungsperiode), SdP
- 2. Dezember 1930 bis 17. Februar 1934: Mitglied des Nationalrates (IV. Gesetzgebungsperiode), SdP